# Jan Sladký Kozina

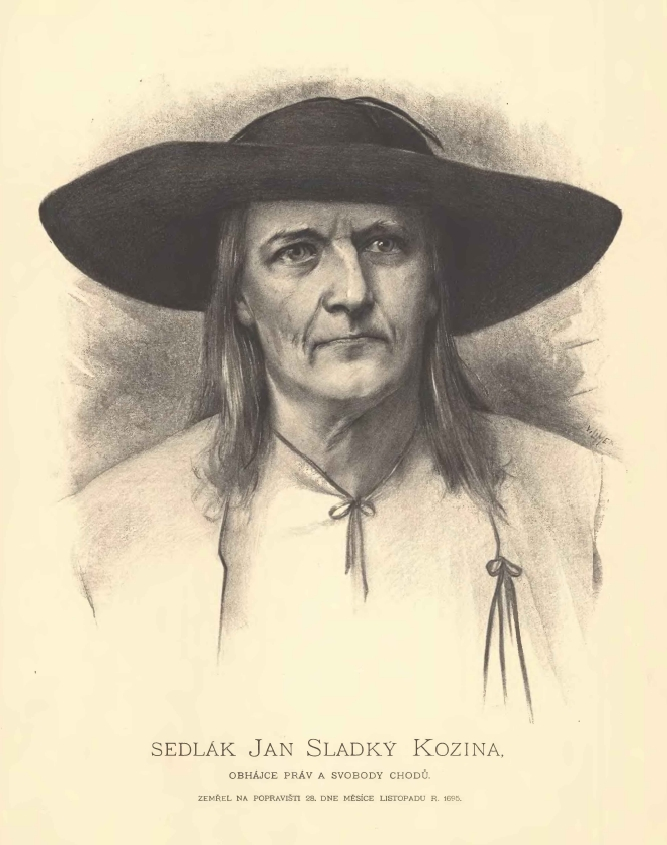
Jan Sladký Kozina

Jan Sladký Kozina (* 10. September 1652 in Újezd u Domažlic; † 28. November 1695 in Pilsen) war ein legendärer tschechischer Führer des Bauernaufstandes der Choden Ende des 17. Jahrhunderts.
Kozina symbolisierte den Widerstand des tschechischen Volkes während der so genannten „Zeit der Dunkelheit“, einer Epoche der Herrschaft und Unterdrückung durch die Katholische Kirche und die Deutschen.
Jan Sladký Kozinas Geburtsname lautete Rosocha, nach dem Hof Rosoch (U Rosochů) seines Großvaters, in dem er geboren wurde und aufwuchs. Die Namen Sladký und Kozina wurden ihm erst später zugesprochen. Als 25-Jähriger heiratete er am 9. Mai 1678 Dorota Pelnářová, übernahm den väterlichen Hof Kozinův grunt (U Kozinů) und gehörte zur mittleren Bauernschicht. Sie sollen nach historischen Aufzeichnungen als ruhiges, gottesfürchtiges und freundliches Ehepaar gelebt haben.
Er konnte weder lesen, noch schreiben, machte sich aber einen Namen durch seine Reden, in denen er auf die ungerechte Behandlung aufmerksam machte und bald zum Sprecher der Bauern wurde. Er verteidigte die Rechte der Choden und verlangte Gerechtigkeit für das ländliche Volk. Es kam zu Auseinandersetzungen mit dem Grundherrn Wolf Maximilian Laminger von Albenreuth, genannt „Lomikar“. Kozina wurde wegen des Straftatbestands der Rebellion inhaftiert, verurteilt und später in Pilsen hingerichtet.
Die Figur wurde als Persönlichkeit des Widerstandes in Geschichten von Alois Jirásek und Božena Němcová verewigt. In Újezd bei Domažlice wurde ein Gedenkraum eingerichtet (Kozinův statek 3).